# Coupe d'Allemagne de football 1982-1983
Navigation
Édition précédente Édition suivante
La coupe d'Allemagne de football 1982-1983 est la quarantième édition de l'histoire de la compétition. La finale a lieu à Cologne au Müngersdorfer Stadion.
Le FC Cologne  remporte le trophée pour la quatrième fois de son histoire. Il bat en finale le Fortuna Cologne
sur le score de 1 but à 0.
C'est la première fois en 60 ans d'existence qu'une édition de la Coupe d'Allemagne offre en épilogue une finale opposant deux clubs d'une même
ville, et ce de plus dans le stade de la ville en question. 

## Premier tour
Les résultats du premier tour 
| Date           | Domicile              | Extérieur                              | Score    |
| -------------- | --------------------- | -------------------------------------- | -------- |
| 27 - 08 - 1982 | Kickers Offenbach     | Fortuna Düsseldorf                     | 1 - 3 ap |
| 27 - 08 - 1982 | SG Wattenscheid 09    | Eintracht Brunswick                    | 0 - 3    |
| 27 - 08 - 1982 | Fortuna Cologne       | SC Fribourg                            | 2 - 0    |
| 27 - 08 - 1982 | Hanovre 96 (2)        | Bayer Leverkusen                       | 2 - 3 ap |
| 28 - 08 - 1982 | VfL Osnabrück         | VfB Stuttgart                          | 0 - 2    |
| 28 - 08 - 1982 | VfL Bochum            | Karlsruher SC                          | 3 - 1    |
| 28 - 08 - 1982 | FC Schalke 04         | Kultur SV Hessen Kassel                | 1 - 0    |
| 28 - 08 - 1982 | FC Bayern Hof         | Arminia Bielefeld                      | 0 - 5    |
| 28 - 08 - 1982 | FSV Francfort         | 1. FC Kaiserslautern                   | 3 - 2    |
| 28 - 08 - 1982 | 1. FC Cologne         | FC Uerdingen 05                        | 3 - 1    |
| 28 - 08 - 1982 | Germania Walsrode     | 1.FC Nuremberg                         | 0 - 3    |
| 28 - 08 - 1982 | Hertha 03 Zehlendorf  | Hertha BSC Berlin                      | 2 - 4 ap |
| 28 - 08 - 1982 | FC Bergedorf 85       | Bayern Munich                          | 1 - 5 ap |
| 28 - 08 - 1982 | Offenburger FV        | Werder Breme                           | 1 - 4    |
| 28 - 08 - 1982 | SpVgg Bayreuth        | SpVgg Fürth                            | 3 - 1    |
| 28 - 08 - 1982 | FC Ensdorf            | Union Solingen                         | 1 - 3    |
| 28 - 08 - 1982 | SSV Ulm 1846          | TuS Schloß Neuhaus                     | 3 - 1    |
| 28 - 08 - 1982 | VfR Wormatia 08 Worms | Alemannia Aix-la-Chapelle              | 3 - 1 ap |
| 28 - 08 - 1982 | Arminia Hanovre       | Eintracht Trier                        | 0 - 2ap  |
| 28 - 08 - 1982 | Bayern Munich (2)     | Werder Brême                           | 5 - 3 ap |
| 28 - 08 - 1982 | FC Fribourg           | Rot-Weiss Lüdenscheid                  | 1 - 1 ap |
| 28 - 08 - 1982 | MSV Duisbourg         | Hambourg SV                            | 1 - 1 ap |
| 28 - 08 - 1982 | Rot-Weiss Essen       | Borussia Dortmund                      | 1 - 3    |
| 28 - 08 - 1982 | VfB Wissen            | Borussia Mönchengladbach               | 0 - 4    |
| 28 - 08 - 1982 | VfB Stuttgart (2)     | Stuttgarter Kickers                    | 1 - 5    |
| 28 - 08 - 1982 | SV Waldhof Mannheim   | Eintracht Francfort                    | 2 - 0    |
| 29 - 08 - 1982 | Hanovre 96            | SV Darmstadt 98                        | 0 - 4    |
| 29 - 08 - 1982 | FC Uerdingen 05       | KSV Baunatal                           | 0 - 3    |
| 29 - 08 - 1982 | SVO Germaringen       | Hammer SpVg                            | 1 - 2    |
| 29 - 08 - 1982 | 1.FC Cologne (2)      | 1. Mainzer Fußball- und Sportverein 05 | 1 - 3    |
| 29 - 08 - 1982 | SV Sandhausen         | Rot-Weiß Oberhausen                    | 1 - 3    |
| 29 - 08 - 1982 | Heider SV             | TSV Munich 1860                        | 1 - 1 ap |

Match rejoué.
| Date           | Domicile              | Extérieur     | Score |
| -------------- | --------------------- | ------------- | ----- |
| 07 - 09 - 1982 | TSV 1860 Munich       | Heider SV     | 2 - 1 |
| 08 - 09 - 1982 | Rot-Weiss Lüdenscheid | Fribourg FC   | 2 - 1 |
| 05 - 10 - 1982 | Hambourg SV           | MSV Duisbourg | 5 - 0 |

## Deuxième tour
Les résultats du deuxième tour.
| Date           | Domicile                   | Extérieur                | score    |
| -------------- | -------------------------- | ------------------------ | -------- |
| 15 - 10 - 1982 | Rot-Weiss Lüdenscheid      | SV Darmstadt 98          | 1 - 3    |
| 16 - 10 - 1982 | Fortuna Düsseldorf         | VfB Stuttgart            | 0 - 2    |
| 16 - 10 - 1982 | Hammer SpVg                | VfL Bochum               | 1 - 1 ap |
| 16 - 10 - 1982 | 1. FSV Mayence 05          | FC Schalke 04            | 3 - 6 ap |
| 16 - 10 - 1982 | 1. FC Cologne              | Bayer Leverkusen         | 3 - 1    |
| 16 - 10 - 1982 | Hambourg SV                | Werder Brême             | 3 - 2    |
| 16 - 10 - 1982 | Eintracht Brunswick        | Bayern Munich            | 2 - 0    |
| 16 - 10 - 1982 | Union Solingen             | Borussia Mönchengladbach | 0 - 2    |
| 16 - 10 - 1982 | SpVgg Oberfranken Bayreuth | Hertha BSC Berlin        | 0 - 1    |
| 16 - 10 - 1982 | Rot-Weiß Oberhausen        | Borussia Dortmund        | 0 - 1    |
| 16 - 10 - 1982 | SV Waldhof Mannheim        | FSV Francfort            | 2 - 0    |
| 16 - 10 - 1982 | Eintracht Trier            | Stuttgarter Kickers      | 1 - 2    |
| 16 - 10 - 1982 | VfR Wormatia 08 Worms      | KSV Baunatal             | 2 - 0    |
| 16 - 10 - 1982 | TSV 1860 Munich            | Bayern Munich            | 1 - 0    |
| 16 - 10 - 1982 | SSV Ulm 1846               | Fortuna Cologne          | 0 - 0 ap |
| 16 - 10 - 1982 | Arminia Bielefeld          | 1.FC Nuremberg           | 2 - 0    |

Matchs rejoués
| Date           | Domicile        | Extérieur    | Score |
| -------------- | --------------- | ------------ | ----- |
| 26 - 10 - 1982 | VfL Bochum      | Hammer SpVg  | 6 - 1 |
| 09 - 11 - 1982 | Fortuna Cologne | SSV Ulm 1846 | 3 - 0 |

## Huitième de finale
Les résultats des huitièmes de finale.
| Date           | Domicile                 | Extérieur           | Score    |
| -------------- | ------------------------ | ------------------- | -------- |
| 14 - 12 - 1982 | Eintracht Brunswick      | Fortuna Cologne     | 1 - 2    |
| 15 - 12 - 1982 | Borussia Dortmund        | SV Darmstadt 98     | 4 - 2    |
| 15 - 12 - 1982 | Borussia Mönchengladbach | SV Waldhof Mannheim | 1 - 0    |
| 17 - 12 - 1982 | Hertha BSC Berlin        | Hambourg SV         | 2 - 1    |
| 18 - 12 - 1982 | VfR Wormatia 08 Worms    | VfB Stuttgart       | 0 - 4    |
| 18 - 12 - 1982 | TSV 1860 Munich          | VfL Bochum          | 1 - 3    |
| 18 - 12 - 1982 | 1. FC Cologne            | Stuttgarter Kickers | 5 - 1    |
| 18 - 12 - 1982 | FC Schalke 04            | Arminia Bielefeld   | 2 - 2 ap |

Match rejoué
| Date           | Domicile          | Extérieur     | Score |
| -------------- | ----------------- | ------------- | ----- |
| 25 - 01 - 1983 | Arminia Bielefeld | FC Schalke 04 | 0 - 1 |

## Quarts de finale
Les résultats des quarts de finale.
| Date           | Domicile                 | Extérieur         | Score    |
| -------------- | ------------------------ | ----------------- | -------- |
| 01 - 03 - 1983 | 1. FC Cologne            | FC Schalke 04     | 5 - 0    |
| 01 - 03 - 1983 | VfB Stuttgart            | Hertha BSC Berlin | 2 - 0    |
| 08 - 03 - 1983 | Borussia Dortmund        | VfL Bochum        | 3 - 1 ap |
| 12 - 02 - 1983 | Borussia Mönchengladbach | Fortuna Cologne   | 2 - 2 ap |

Match rejoué
| Date           | Domicile        | Extérieur                | Score |
| -------------- | --------------- | ------------------------ | ----- |
| 08 - 03 - 1983 | Fortuna Cologne | Borussia Mönchengladbach | 2 - 1 |

## Demi-finales
Les résultats des demi-finales.
| Date           | Domicile        | Extérieur         | Score    |
| -------------- | --------------- | ----------------- | -------- |
| 02 - 04 - 1983 | Fortuna Cologne | Borussia Dortmund | 5 - 0    |
| 04 - 04 - 1983 | 1. FC Cologne   | VfB Stuttgart     | 3 - 2 ap |

## Finale
| Entraîneur :  |
| Rinus Michels |

| Entraîneur :  |
| Martin Luppen |

| Entraîneur :  |
| Rinus Michels |

| Entraîneur :  |
| Martin Luppen |